# VMware
VMware, Inc. er en amerikansk softwarevirksomhed indenfor cloudcomputing og virtualiseringsteknologi med hovedkvarter i Palo Alto, Californien.
VMware's desktop software kører på Microsoft Windows, Linux og macOS. Deres erhvervssoftware er et hypervisor VMware ESXi styresystem, der fungerer på servere.
I 2022 opkøbte Broadcom Inc. VMware fra Dell Technologies.